# بيران موروس
 بيران موروس (بالإسبانية: Viran Morros) (ولد في 15 ديسمبر 1983) هو لاعب كرة يد إسباني يلعب لصالح نادي برشلونة لكرة اليد ومنتخب إسبانيا.

## الجوائز
حصل علي أفضل لاعب مدافع في البطولة الأوروبية 2012.

## روابط خارجية
- بيران موروس على موقع الاتحاد الأوروبي لكرة اليد (الإنجليزية)
- بيران موروس على موقع الاتحاد الفرنسي لكرة اليد (الفرنسية)
- بيران موروس على موقع أوليمبيديا (الإنجليزية)